# Municipio de Bloomingdale (Míchigan)
El municipio de Bloomingdale (en inglés: Bloomingdale Township) es un municipio ubicado en el condado de Van Buren en el estado estadounidense de Míchigan. En el año 2010 tenía una población de 3103 habitantes y una densidad poblacional de 34,16 personas por km².

## Geografía
El municipio de Bloomingdale se encuentra ubicado en las coordenadas 42°22′33″N 85°56′10″O / 42.37583, -85.93611. Según la Oficina del Censo de los Estados Unidos, el municipio tiene una superficie total de 90.84 km², de la cual 87,83 km² corresponden a tierra firme y (3,32 %) 3,01 km² es agua.

## Demografía
Según el censo de 2010, había 3103 personas residiendo en el municipio de Bloomingdale. La densidad de población era de 34,16 hab./km². De los 3103 habitantes, el municipio de Bloomingdale estaba compuesto por el 93,65 % blancos, el 1,77 % eran afroamericanos, el 0,81 % eran amerindios, el 0,23 % eran asiáticos, el 1,61 % eran de otras razas y el 1,93 % eran de una mezcla de razas. Del total de la población el 3,13 % eran hispanos o latinos de cualquier raza.